# Tankmonument (Bastenaken)

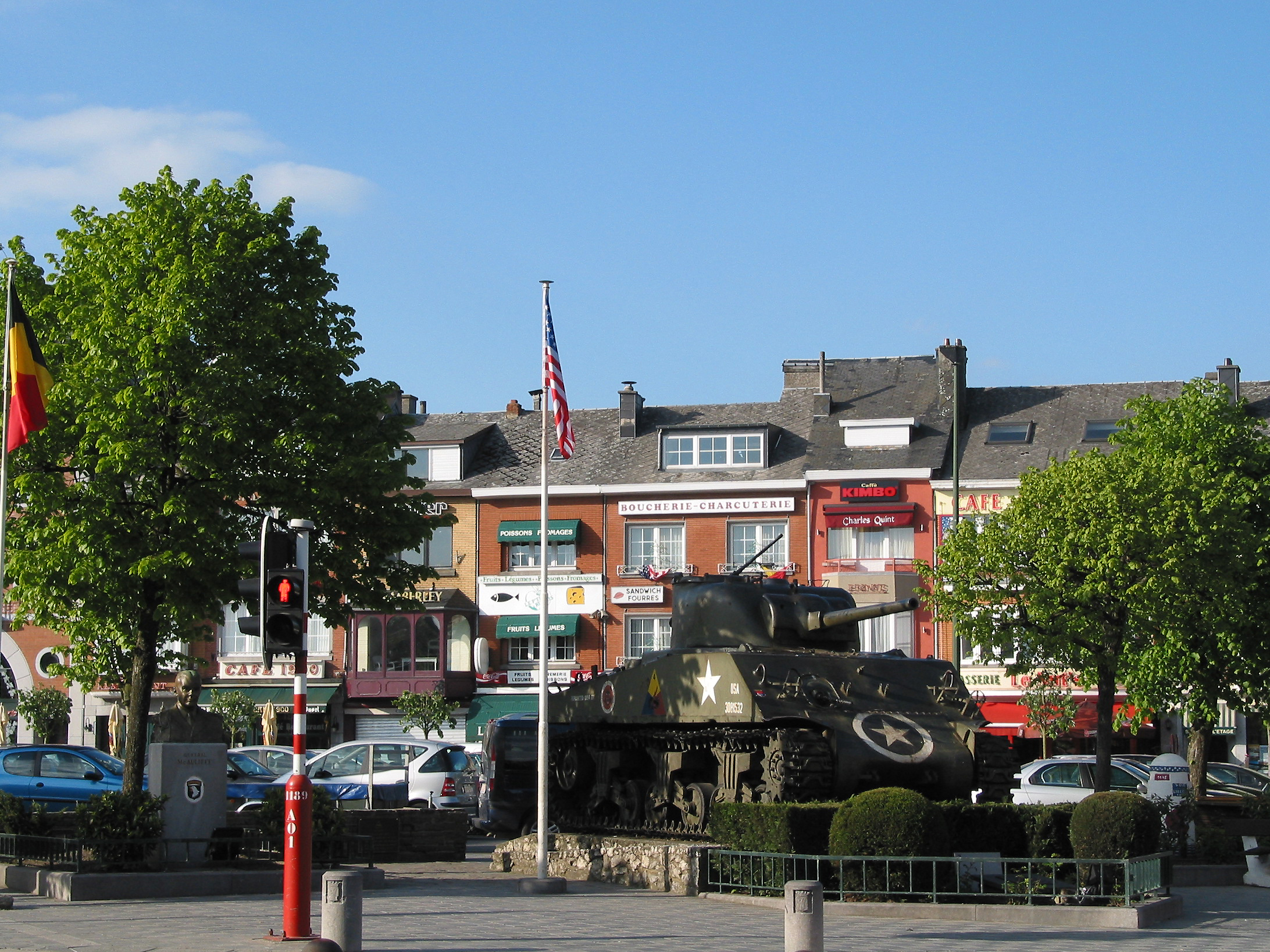
De Shermantank in Bastenaken, met links het monument van McAuliffe

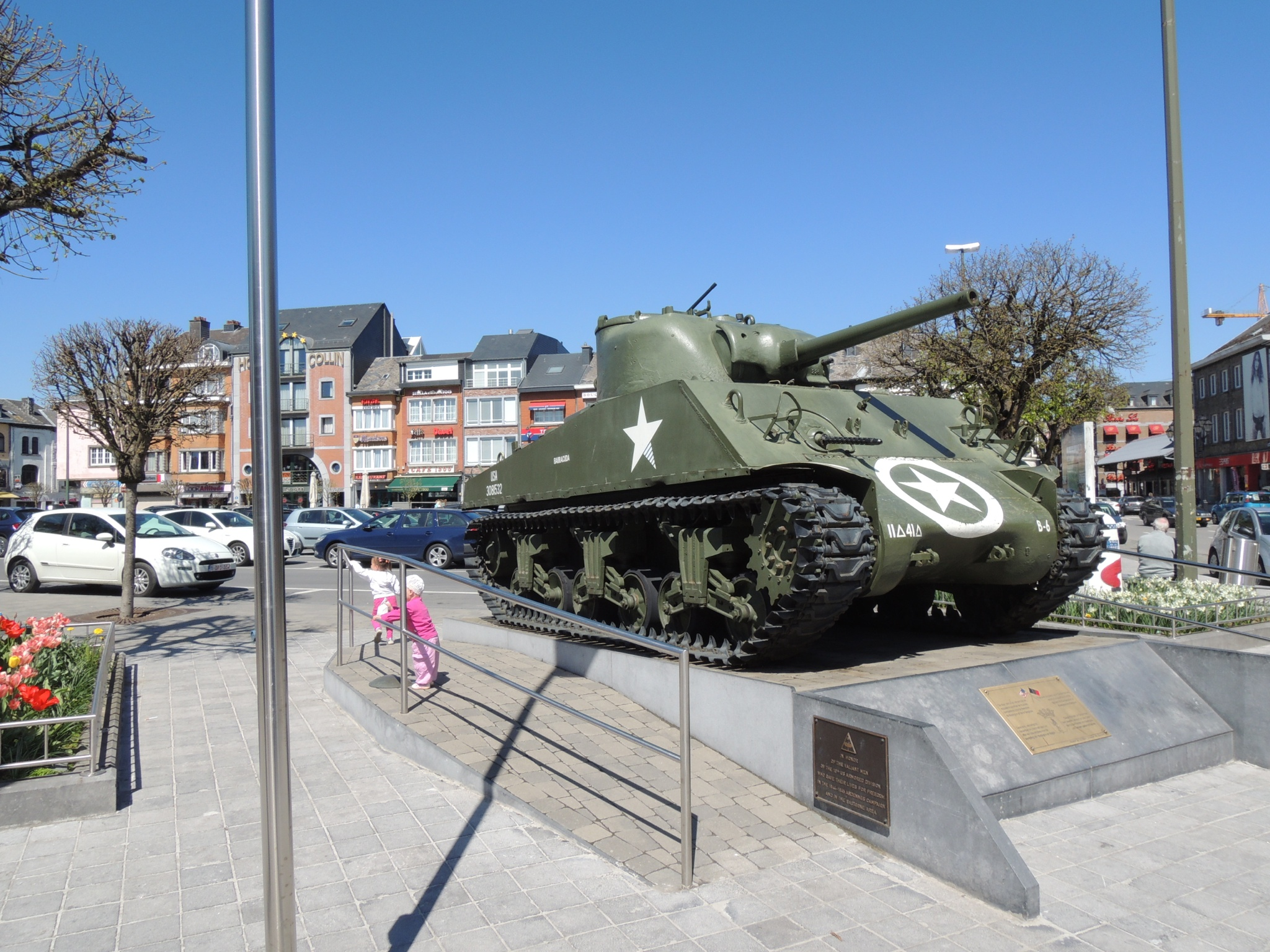
De tank na de restauratie in 2006

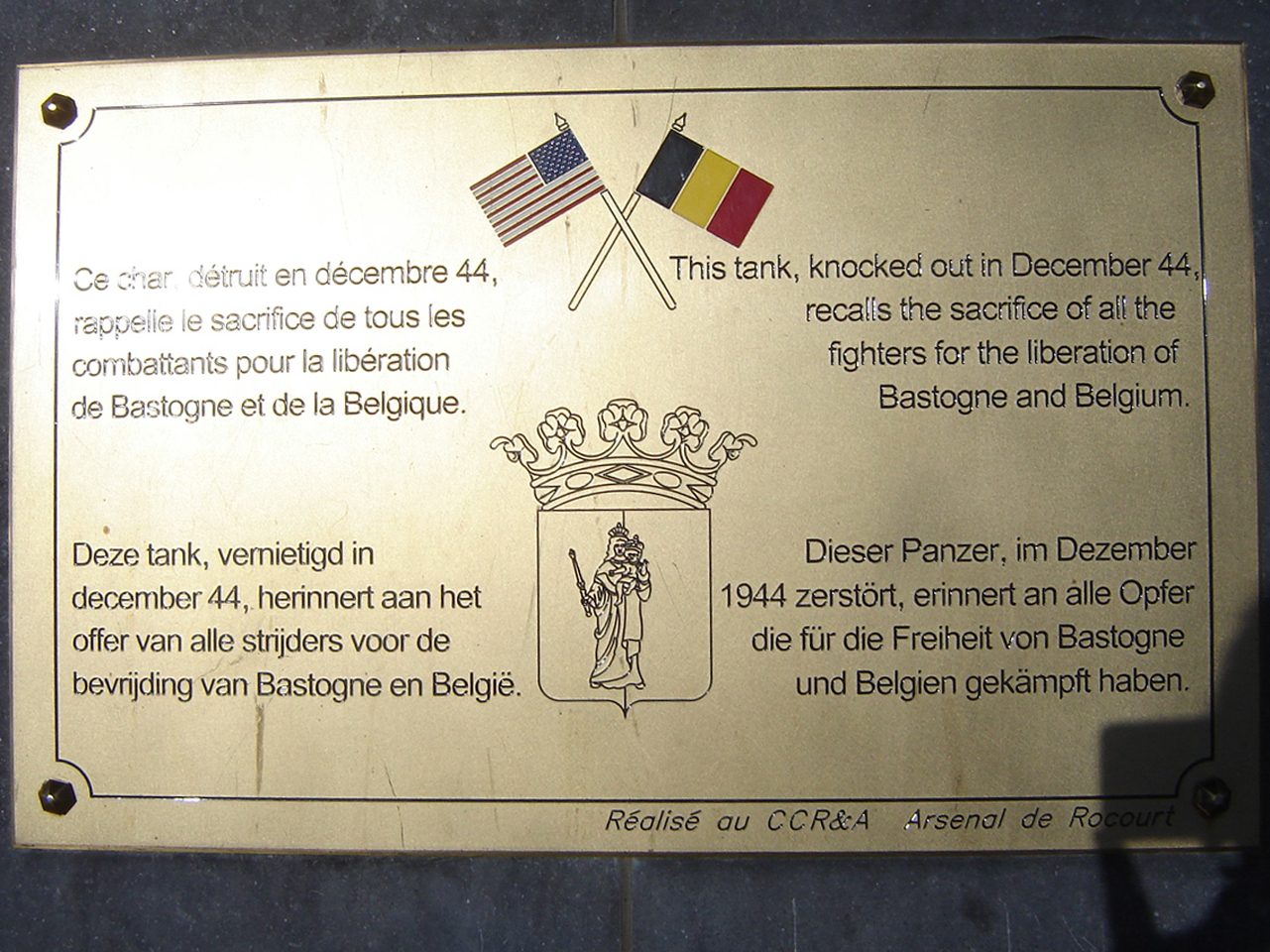
Plaquette, voor de tank

Het tankmonument in Bastenaken is een M4 Sherman-tank die is opgesteld midden op het McAuliffe plein in die Belgische plaats.

## Geschiedenis
De tank behoorde tot Company B, het 41e tankbataljon van de 11th Armoured 'Thunderbolt' Division die, aangevoerd door de Amerikaanse generaal Anthony McAuliffe, in december 1944 deelnam aan de Slag om Bastenaken (een deel van het Ardennenoffensief). Dit exemplaar, dat door de bemanning de bijnaam 'Barracuda' had gekregen, werd op 30 december 1944 uitgeschakeld op zo'n 10 kilometer ten westen van deze stad, nabij het gehucht Renuamont. De tank, onder leiding van sergeant Wallace Alexander, was samen met nog een tank geïsoleerd geraakt van het eigen bataljon, en op de vlucht voor een Duitse tankbrigade in een met sneeuw bedekt vennetje terecht gekomen, waar hij een gemakkelijke prooi werd voor de Duitsers.
Tankcommandant sgt. Alexander werd daarbij dodelijk verwond en stierf enkele dagen later in krijgsgevangenschap; de vier andere ingezetenen overleefden hun krijgsgevangenschap ternauwernood.
In 1947 werd de 'Barracuda' daar teruggevonden. De meeste van de honderden tanks die in deze omgeving hadden gevochten waren al kort na de oorlog gesloopt, maar deze tank was aan de aandacht ontsnapt doordat hij onder water had gelegen. Hij werd door het Belgische leger geborgen en werd vervolgens gerestaureerd; onder andere werd er een nieuwe geschutskoepel op gezet. Daarna werd hij als monument in het centrum van Bastenaken geparkeerd. In 2006-2007 werd hij opnieuw gerestaureerd en kreeg de oorspronkelijke kleuren en merktekens terug.

## Trivia
Pal naast het monument staat een buste van generaal McAuliffe.